# Tiedra (kommunhuvudort)
Tiedra är en kommunhuvudort i Spanien.   Den ligger i provinsen Provincia de Valladolid och regionen Kastilien och Leon, i den centrala delen av landet, 190 km nordväst om huvudstaden Madrid. Tiedra ligger 824 meter över havet och antalet invånare är 387.
Terrängen runt Tiedra är huvudsakligen platt. Tiedra ligger uppe på en höjd. Runt Tiedra är det glesbefolkat, med 8 invånare per kvadratkilometer. Närmaste större samhälle är Toro, 17,8 km sydväst om Tiedra. Trakten runt Tiedra består till största delen av jordbruksmark.